# Sprinkhanenoverlast van 2018-2020

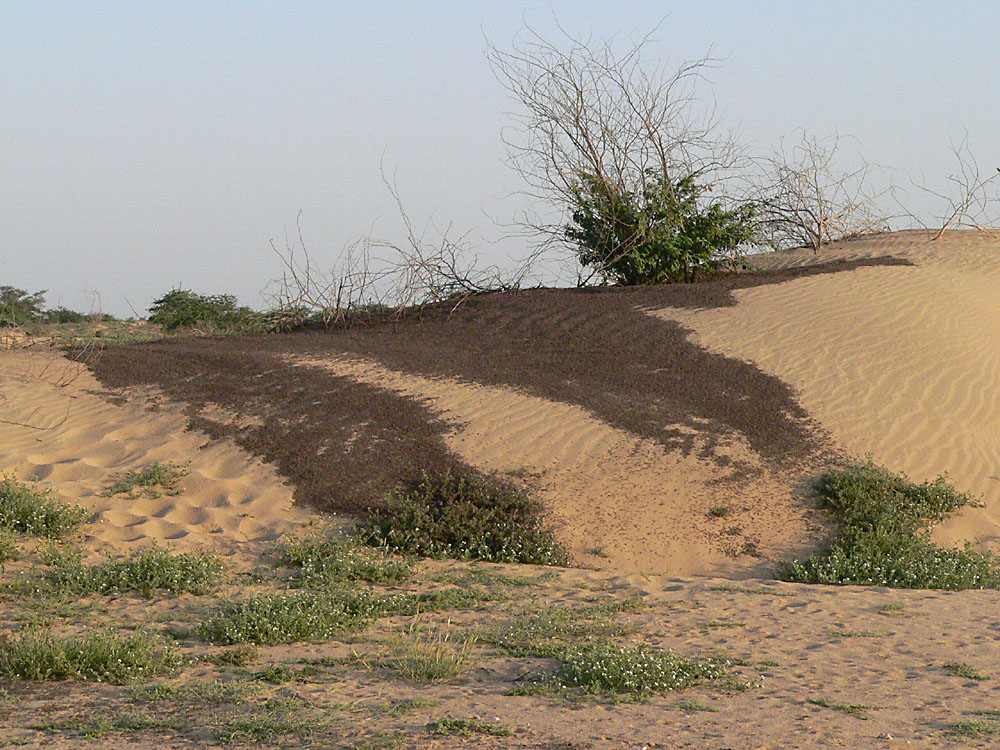
Oprukkende legers van sprinkhaannimfen in Soedan, 2007

De sprinkhanenoverlast van 2018-2020 was en is de explosieve toename van treksprinkhanen in de Hoorn van Afrika en de zuidelijke Golfregio sinds 2018. De overlast werd aanvankelijk geregistreerd als een serie van locale uitbraken, maar door de migratie van zwermen tussen de afzonderlijke gebieden is er een direct verband tussen de verschillende uitbraken in het hele gebied. De invasies worden in verband gebracht met overvloedige regen en een aantal cyclonen in de regio. De sprinkhanen vormen een grote bedreiging voor de voedselvoorziening in de betreffende gebieden.
In de periode 2018 tot 2019 was er in de regio Zuidwest-Azië een sterke opleving van populaties van woestijnsprinkhanen, na het uitzonderlijk relatief kort na elkaar verschijnen van twee cyclonen, met overvloedige neerslag in het zuiden van het Arabisch Schiereiland. In juni 2019 staken zwermen de Rode Zee over naar de Hoorn van Afrika en begonnen zich daar te verspreiden en vermeerderen. Na veel regen en overstromingen in Noordoost Afrika begon zich daar in de eerste maanden van 2020 de ergste overlast sinds decennia af te tekenen.

## Definitie

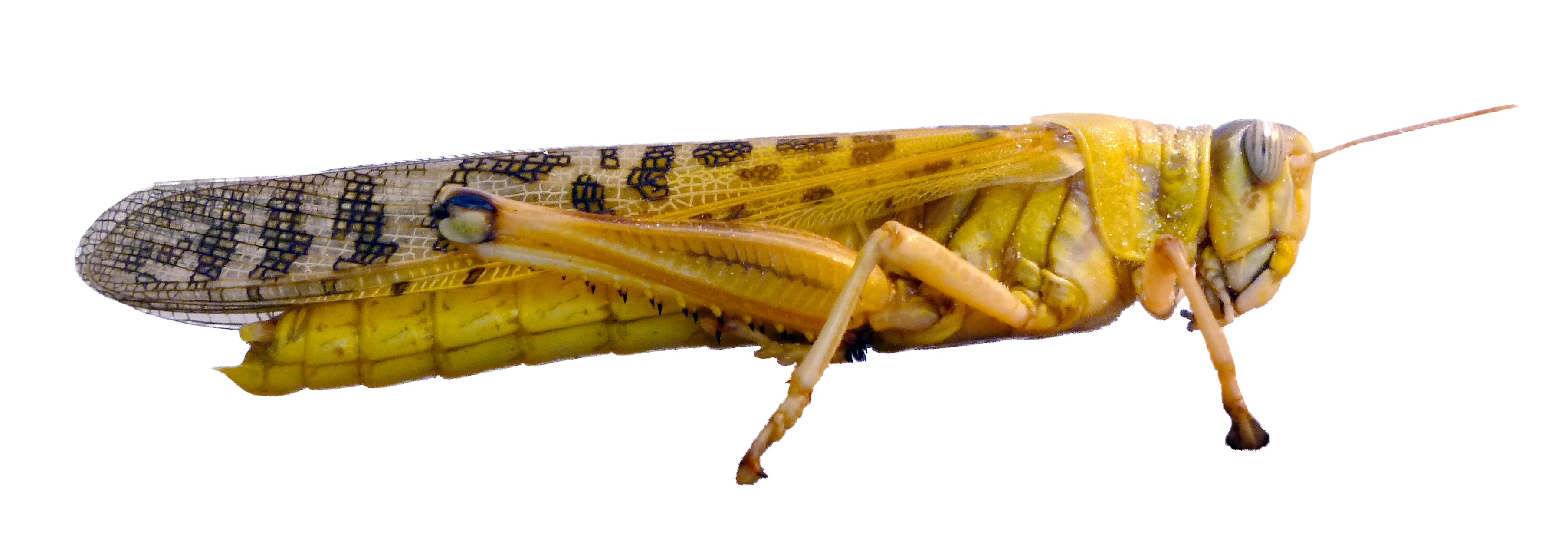
Woestijnsprinkhaan (Schistocerca gregaria)

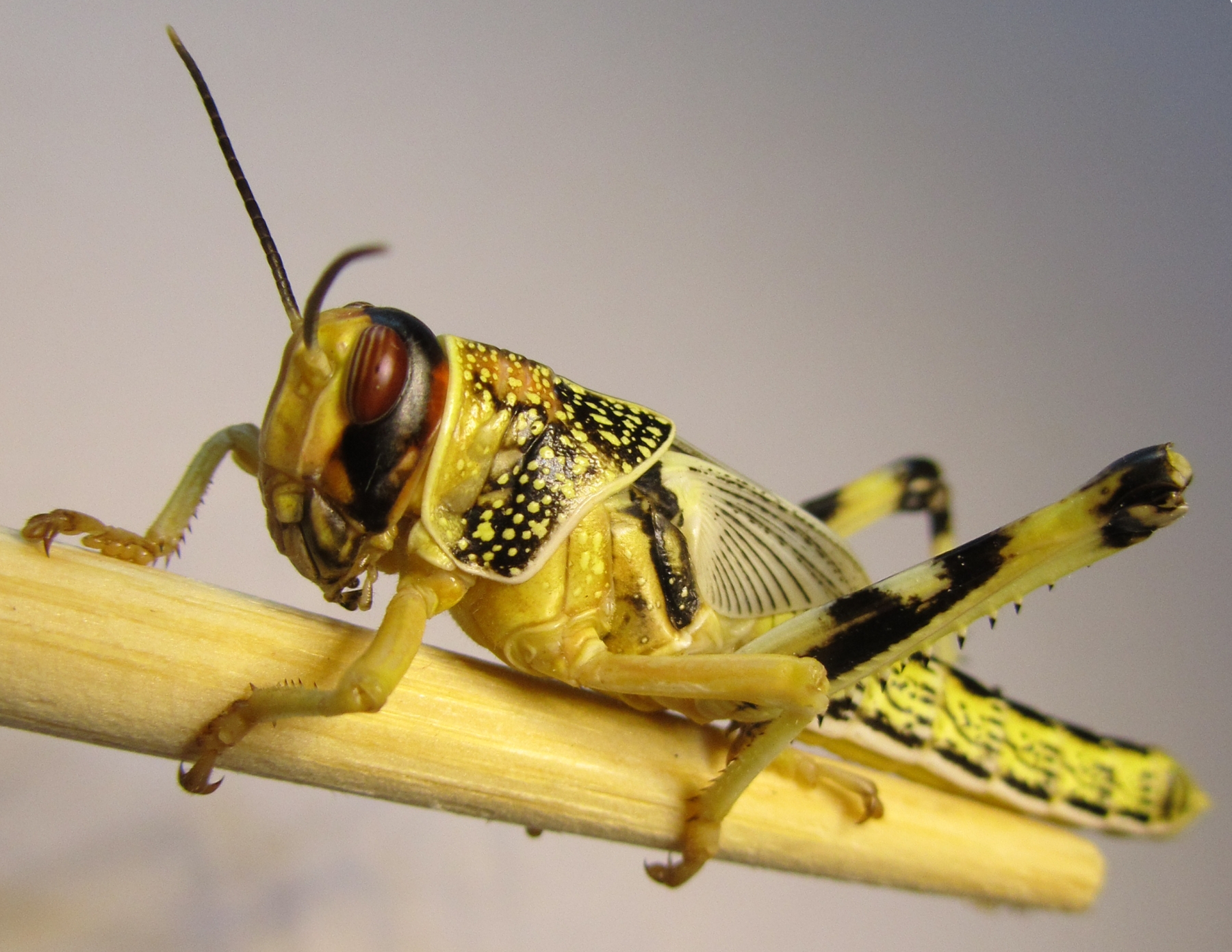
Nimf in laatste ontwikkelingsstadium

Wanneer een gebied is kaalgevreten, trekken de sprinkhanen verder naar andere gebieden. De FAO spreekt echter pas van een sprinkhanenplaag, wanneer een wijdverspreide ernstige sprinkhanenoverlast meer dan een jaar achtereen – dus door alle seizoenen heen – in dezelfde regio of regio's heeft voortgeduurd. Hoewel het begin van de hier beschreven overlast al in december 2018 werd gesignaleerd, was er in februari 2020 volgens de FAO pas sprake van opleving (upsurge). Voor de locale bevolking is het uiteraard al een plaag wanneer de oogst van een heel seizoen wordt opgevreten.

## Voorafgaande ontwikkelingen
Treksprinkhanen, met name Woestijnsprinkhanen, vormen een permanente bedreiging in Noord-Afrika en het Midden-Oosten. In sommige jaren ontwikkelen locale uitbraken zich tot een regionale sprinkhanenplaag. De laatste sprinkhanenplagen hadden zich voorgedaan in 1986-1989 in de Sahel, Noordwest-Afrika en Zuidwest-Azië en in 2003-2005 in Noordwest-Afrika, hoewel die laatste ook wel als grote opleving wordt beschouwd. Sinds 2006 was er wereldwijd sprake van een recessie (nauwelijks voorkomen) van sprinkhanenoverlast.
In November 2015 brachten de twee cyclonen Chapala en Megh hevige regens in Jemen. In maart van het volgende jaar ontwikkelden zich in het zuiden diverse grote populaties Woestijnsprinkhanen, waarschijnlijk als gevolg van de cyclonen, die gunstige broedomstandigheden creëerden. Door de permanente oorlog in Jemen was in dat land nauwelijks monitoring en bestrijding mogelijk. De FAO waarschuwde daarop voor een mogelijke invasie in de rest van het Arabisch Schiereiland. Na significante zomerse regenval in Saoedi Arabië volgden in 2016 ook uitbraken langs de Rode Zee. Gedurende 2017 bleef de situatie onder controle. Eerder gelegde eieren kunnen echter lange tijd overleven in een toestand van diapauze.

## 2018-2019

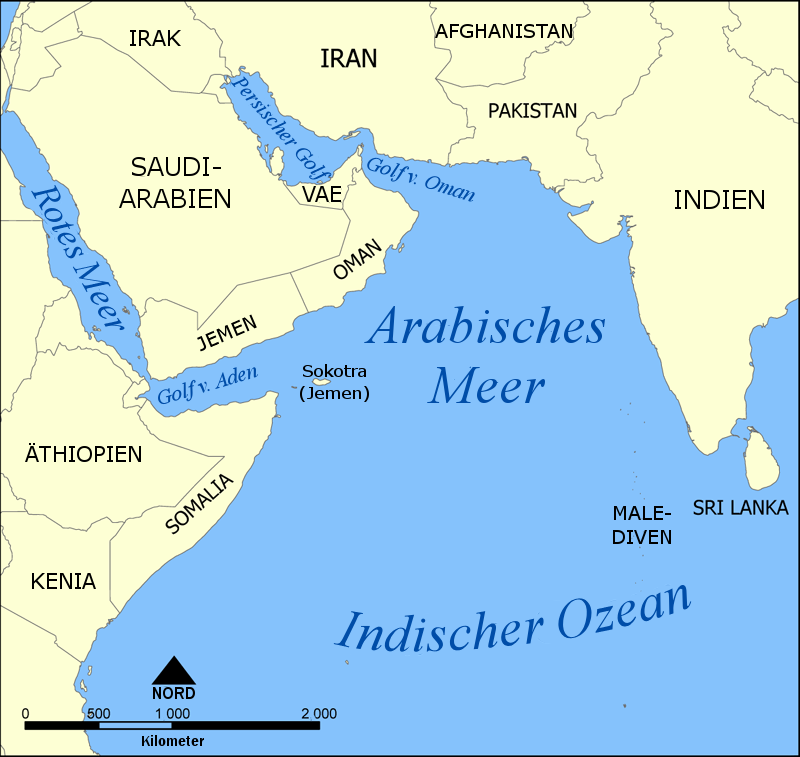
Verspreidingsgebied van de sprinkhanen waar het hier om gaat.

In mei 2018 troffen de twee cyclonen Sagar en Mekunu respectievelijk Somalië en de zuidkust van het Arabisch Schiereiland. De FAO noemde het de zwaarste die daar ooit het land hadden getroffen en ze brachten ongewoon veel regen en overstromingen. Bij Oman ontstonden zelfs tijdelijk hele meren in de woestijn. In oktober bracht cycloon Luban zware regens in oostelijk Jemen en in Oman. Ook nu viel er zoveel regen, dat er naar verluidt meren gevormd werden. Hier konden zich vermoedelijk drie generaties sprinkhanen vormen. Omdat het een aantal maanden duurt voordat nieuwe generaties sprinkhanen zich hebben ontwikkeld, werd volstaan met waarschuwingen en preventieve maatregelen. In de woestijn van het Zuid-Arabische Lege Kwartier (Empty Quarter) bleef de toename goeddeels onbemerkt. Van hieruit verbreidden de Woestijnsprinkhanen zich later ongecontroleerd over Saoedi Arabië, Jemen en Zuidwest-Iran.
In december 2018 werd wegens een uitbraak aan de kust van de Rode Zee, voor Soedan en Eritrea – waar veel regen was gevallen – code oranje ingesteld wegens een bedreiging voor de oogsten. De bedreiging was te laat onderkend.
In januari tot maart 2019 trokken de zwermen verder naar het noorden van de regio's en het zuidwesten van Iran. Naar schatting vlogen zij richting Iran op hoogten tussen zo'n 500 en 2500 meter.
Door de permanente oorlog in Jemen kon daar nog altijd geen bestrijding plaatsvinden. Terwijl in Soedan en Eritrea de uitbraak succesvol werd bestreden, breidde de overlast in Saoedi Arabië, Oman en de zuidkust van Iran zich juist sterk uit. In april 2019 werd aan de Iraans-Pakistaanse zuidkust ook code oranje afgekondigd. Na ongewoon sterke moessonregens bereikten de zwermen in mei 2019 de grens van Pakistan en India in het oosten en sommige ook Jordanië in het noorden.

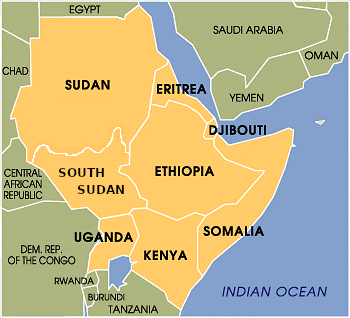
Hoorn van Afrika en buurlanden. Middenboven de Rode Zee.

In Saoedi Arabië en Iran was de bestrijding succesvol, maar vanuit Jemen staken de zwermen vanaf juni 2019 over naar de Hoorn van Afrika, terwijl de overlast aan de grens van Pakistan en India en in Soedan en Egypte voortduurde. Alvorens nieuwe gebieden te veroveren werden ook eieren gelegd. West-Jemen, Soedan, Pakistan/India en Zuid-Iran bleven in de zomer belangrijke haarden.
In september 2019 trok cycloon Hikka over de Arabische Zee zuidwaarts langs de kust van Oman en bracht daar hevige regenval, met als gevolg gunstige foerageer- en broedgelegenheid voor de sprinkhanen. In Centraal Jemen waren er regens en overstromingen. Eind oktober/begin november volgde cycloon Kyarr. Zwermen konden met Kyarr meeliften vanuit Iran/Pakistan naar Oman.
Het regenseizoen bracht in oostelijk Afrika veel meer regen dan normaal. Dit werd in verband gebracht met een sterk positieve Indische Oceaandipool, die ook verantwoordelijk was voor het ontstaan van de normaal zeldzame cyclonen in dat gebied. Herfst 2018 had de dipool zijn op een na hoogste positieve waarde bereikt sinds 1870. De regio werd in de tweede helft van 2019 getroffen door een reeks overstromingen. Bevorderd door de overvloedige regen verspreidden in oktober tot december de zwermen Woestijnsprinkhanen zich verder over het zuidelijke deel van de Hoorn van Afrika. Er ontstond aanzienlijke schade aan de oogsten.
De moesson in Pakistan/India eindigde bijna een maand later dan normaal, wat de overlevingskans in de winter deed toenemen. De temperaturen waren ook vaak hoger dan normaal. Meer zwermen trokken over de Arabische zee westwaarts naar het Arabisch Schiereiland. Cycloon Pawan trof in december 2019 Somalië en veroorzaakte daar hevige regens en overstromingen, waardoor omstandigheden ontstonden waarin de sprinkhanen zich het volgende half jaar extra konden vermeerderen. Pawan veroorzaakte ook ongewoon veel regen in zuidelijk Iran.

## 2020
Op 6 januari 2020 kondigde de FAO code oranje af voor een deel van de Hoorn van Afrika, wat betekende dat de sprinkhanen daar een bedreiging begonnen te vormen voor de oogsten. Code oranje was al van kracht in Bangla Desh, India, Pakistan, Jemen en Saoedi Arabië, en sinds september voor Ethiopië. Code geel gold al voor Iran, Oman en de hele Hoorn van Afrika. De FAO sprak inmiddels van een opleving (upsurge) van de overlast in oostelijk Afrika en Zuidwest-Azië. In het noordoosten van Kenia werd na overstromingen, volgend op eerdere aanhoudende droogte, een enorme zwerm waargenomen van 60 km lang en 40 km breed. Alleen al deze zwerm ter grootte van heel Luxemburg was goed voor zo'n 200 miljard sprinkhanen.
In februari 2020 voerden sterke winden sprinkhanenzwermen met zich mee vanuit het door oorlog geteisterde Jemen naar de Golfstaten Saoedi Arabië, Koeweit, Bahrein en Qatar en over de Perzische Golf naar het zuidwesten van Iran. Terwijl in het Midden-Oosten de populaties zich geleidelijk bleven uitbreiden, noemde de FAO de situatie in Oostelijk Afrika in februari en maart extreem alarmerend. In de maand mei sloeg de sprinkhanenplaag toe in de Indiase deelstaten Rajasthan en Madhya Pradesh.

## Bestrijding
De preventie en bestrijding van sprinkhanen-overlast wordt gecoördineerd door de Food and Agriculture Organization van de Verenigde Naties (FAO). Deze organisatie is ook verantwoordelijk voor het inzamelen van internationale hulp en de verdeling van de gelden over haar preventie- en bestrijdingsprojecten.
De FAO maakte in februari 2020 een hulpprogramma bekend voor onder andere behandeling met insecticide ter bescherming van de oogsten voor 13 landen, van West-Afrika tot India. Zij vroeg donorlanden voor de eerste maanden om $138 miljoen aan noodhulp voor de uitvoering ervan. De organisatie had nog maar een fractie daarvan ontvangen. De $138 miljoen waren bestemd voor de 8 landen in de Hoorn van Afrika, die het meest door de invasies waren getroffen.

## Weblinks
FAO-info:
- (en)  Desert Locust. Speciale pagina van de FAO
- (en)  Desert Locust situation update. FAO Locust Watch
- (en)  Desert Locust briefs 2010-2019. FAO Locust Watch
- (en)  Desert Locust briefs 2020-2029. FAO Locust Watch
- (en)  East Africa. FAO Special Alert No. 347 (pdf, 2,5 MB). Ontwikkelingen mei 2018 t/m januari 2020

Actueel:
- How a single locust becomes a plague. BBC, 7 feb 2020
- "In Pictures: Desert locusts swarm parts of East Africa". Al Jazeera. 18 feb 2020.
- Eerdere oplevingen:
- Upsurge maps (1972-2005). FAO Locust Watch